# Szalkszentmárton
Szalkszentmárton là một thị trấn thuộc hạt Bács-Kiskun, Hungary. Thị trấn này có diện tích 82,08 km², dân số năm 2010 là 2928 người, mật độ 36 người/km².